# Ливиналлонго-дель-Коль-ди-Лана
Ливиналлонго-дель-Коль-ди-Лана (итал. Livinallongo del Col di Lana) — коммуна в Италии, располагается в провинции Беллуно области Венеция.
Население составляет 1443 человека (2008 г.), плотность населения составляет 15 чел./км². Занимает площадь 99,97 км². 
Почтовый индекс — 32020. Телефонный код — 0436.
В коммуне имеется храм, освящённый в честь святого апостола Иакова Старшего.

## Демография
Динамика населения:

## Администрация коммуны
- Официальный сайт: http://www.comune.livinallongo.bl.it/